# كنارا
هو نبيل فارسي والكنارنج في فترة مُلك كسرى الثاني للإمبراطورية الساسانية (590-628) والعديد من الملوك الساسانيون بما في ذلك يزدجرد الثالث آخر ملك ساساني (632-651). ذُكر اسم كنارا لأول مرة في عام 628 كواحد من المتآمرين الذين أطاحوا بكسرى الثاني. شارك في معركة القادسية مع ابنه شهريار بن كنارا الذي قُتل فيها، لكنه استطاع هو الهرب ليتفق بعدها على دفع جزية للعرب مقابل سيادته على منطقة طوس.